# Polystichum rhizophyllum
Polystichum rhizophyllum là một loài dương xỉ trong họ Dryopteridaceae. Loài này được Sw. C. Presl mô tả khoa học đầu tiên năm 1836.